# Weston La Barre
Raoul Weston La Barre (13 décembre 1911 – 13 mars 1996) était un anthropologue américain, surtout connu pour son travail en ethnobotanique, particulièrement concernant la religion amérindienne, et pour son application des théories psychiatriques et psychanalytiques à l'ethnographie.